# Sorefame
La empresa Sociedades Reunidas de Fabricações Metálicas, S.A.R.L., más conocida por sus siglas Sorefame, fue una empresa pública de responsabilidad limitada portuguesa, que se especializó en la construcción de componentes eléctricos e mecánicos pesados. Fue fundada en 1943 por Angelo Fortes  para fabricar equipamientos hidromecânicos; se convirtió, a partir de la década de 1950, como un importante constructor de material circulante ferroviario, en colaboración con varias empresas internacionales. Su importancia comenzó, sin embargo, a disminuir después de la Revolución del 25 de abril de 1974, a pesar de que se intentó reactivar en la década de 1990, fue desapareciendo a partir de 2001, cuando pasó a manos de Bombardier Transportation. 

## Historia de la empresa
Sorefame fue fundada en 1943, con capital público, pero administrada como una empresa privada. La empresa contaba con dos líneas de negocio principales: material ferroviario, como material rodante, y equipos para reservas hidroeléctricas, tales como compuertas de presa.
En 1987 se sometió a Sorefame a una reestructuración junto a MOMPOR, formando una nueva empresa Sociedade de Montagens Metalomecânicas (SMM), y en 1990 se fusionó esta con Mague y SEPSA resultando el Grupo SENETE, en la que ABB Group . tenía una participación del 40%. La planta Sorefame de Amadora, como el resto de las 22 fábricas del grupo ABB, fue vendida a la empresa Bombardier.
En 2004 , Bombardier anunció el cierre de la fábrica de la ciudad de Amadora.

## Locomotoras y coches fabricados por Sorefame
- CP Serie 0400 (modernizados, actualmente en CP Serie 0450) (1964-1965)
- CP Serie 0600 (1978, 1988)
- CP Serie 1400 (licencia English Electric, locomotoras 1411 a 1467) (1967-1969) (lote de 11 locomotoras vendidas a Argentina)
- CP Serie 1900/CP Serie 1930 (licencia Alstom) (1979)
- CP Serie 2620 (Groupment 50Hz) (1986-1988)
- CP Serie 50H 5600 (para Siemens y Krauss Maffei) (1992-1995)
- CP Serie 2000 (vendida a Argentina) (1955, 1962, 1966)
- CP Serie 2100 (modernizados, actuelmente CP Serie 2240) (1969-1970)
- CP Serie 2200 (modernizados, actuelmente CP Serie  2240) (1976-1977)
- Coches Sorefame (1963-1975) y Corail (1985)
- Metropolitano de Lisboa - ML7 (Modelo alemán, en Linke-Hoffmann & Busch, los prototipos M1 y M2 construidos en Alemania) (1959-1970)
- Metropolitano de Lisboa - ML79 (1984-1989)
- Metropolitano de Lisboa - ML90 (1992-1996)
- Metropolitano de Lisboa - ML95 (1997-1998)
- Metropolitano de Lisboa - ML97 (1999)
- Metropolitano de Lisboa - ML99 (2000-2002)